# Guillaume II de Brunswick-Lunebourg
Pour les articles homonymes, voir Guillaume II.
Guillaume II (vers 1300 – 1369) est prince de Lunebourg de 1330 à sa mort.

## Biographie
Fils d'Othon II de Brunswick-Lunebourg, il lui succède conjointement avec son frère aîné Othon III, contrairement aux vœux de son père qui souhaitait voir la principauté divisée entre ses deux fils.
Après la mort d'Othon, en 1352, Guillaume règne seul. La question de la succession se pose bientôt, car ni lui, ni son frère, n'ont eu de fils. Il décide de nommer héritier Albert, le fils de sa fille aînée Élisabeth, mais change d'avis quelques années plus tard et donne le main de sa fille cadette Mathilde à Louis, fils de Magnus le Pieux, issu d'une autre branche de la maison de Brunswick. Lorsque Guillaume meurt, en 1369, il laisse sa principauté à un autre fils de Magnus le Pieux (Louis étant mort en 1367), Magnus Torquatus. La guerre de succession du Lunebourg éclate peu après entre Magnus et Albert.

## Descendance
Guillaume II épouse en premières noces Edwige (morte après 1387), fille du comte Othon IV de Ravensberg. Elle lui donne une fille :
- Élisabeth (morte en 1384), épouse Othon de Saxe-Wittemberg, veuve en 1350, se remarie avec le comte Nicolas de Holstein-Rendsbourg.

Guillaume II épouse en secondes noces Marie. Elle lui donne une fille :
- Mathilde, épouse Louis de Brunswick-Lunebourg, veuve en 1367, se remarie avec Otto Ier de Holstein-Schaumbourg.

En 1346, Guillaume II épouse en troisièmes noces Sophie (morte en 1362), fille du prince Bernard III d'Anhalt-Bernbourg. En 1363, il épouse en quatrièmes noces Agnès (1353-1387), fille du duc Éric II de Saxe-Lauenbourg. Ces deux mariages restent stériles.